# Bare mosse
Bare mosse este o arie protejată (arie specială de conservare — SAC, sit de importanță comunitară — SCI, arie de protecție specială avifaunistică — SPA) din Suedia întinsă pe o suprafață de 74,4 ha, integral pe uscat.

## Localizare
Centrul sitului Bare mosse este situat la coordonatele 58°00′45″N 13°57′56″E / 58.0126°N 13.9655°E.

## Înființare
Situl Bare mosse a fost declarat sit de importanță comunitară în decembrie 1995 pentru a proteja 7 specii de animale. Alte tipuri de protecție:
- arie de protecție specială avifaunistică (în ianuarie 1998)[2]
- arie specială de conservare (în martie 2011)[1][3][4]

## Biodiversitate
Situată în ecoregiunea boreală, aria protejată conține 4 habitate naturale: Turbării active, Taiga vestică, Mlaștini turboase de tranziție și turbării mișcătoare, Mlaștini împădurite.
La baza desemnării sitului se află mai multe specii protejate de  păsări (7): cocoșul de mesteacăn (Bonasa bonasia), cufundar mic (Gavia stellata), cocor (Grus grus), ploier auriu (Pluvialis apricaria), cocoșul de mesteacăn (Tetrao tetrix tetrix),  cocoș de munte (Tetrao urogallus), fluierar de mlaștină (Tringa glareola).